# Hiša groze
Hiša groze je slovenska mladinska grozljivka oz. grozljivo-fantastična pripoved, delo pisateljice Janje Vidmar. Glavni literarni lik romana je mladina.
Knjiga je prvič izšla leta 2000, nato pa še leta 2005.

## Obnova
Joštu je umrla mama, oče je v čustveni bolečini nanj popolnoma pozabil, zato se je Jošt najprej prisiljen sam znajti v hiši, v kateri straši hudobna čarovnica Maya in čaka, da bo dobila srce malega fantka v zameno za srce svojega sina, ki so ga tudi zažgali na grmadi skupaj z njo. Nekega dne Joštov oče odide na službeno pot, prestrašenemu Joštu pa priskrbi telesnega stražarja Paja. Ta ima, skupaj s svojim prijateljem Izijem, s fantkom drugačne načrte, niti Pajo niti Izi pa ne vesta, da se čas izteka tudi čarovnici Mayi, ki mora Jošta čim prej dobiti v svoje roke. Pomembno vlogo ima tudi deklica Maja preko katere izvemo, da zgodba, ki se odvija, ni nova, ampak se nekako ponavlja različica zgodbe dečka Gala. A kljub vsemi pretresljivimi, nenavadnimi in strašljivimi stvarmi, ki se dogajajo v tej hiši le dočakamo srečen konec.

## Predstavitev junakov
- Izi in Maja sta srednješolca, ki sta Hišo groze doživela kar dvakrat.
- Pajo je malo starejši, v dogajanje je vpleten kot telesni stražar malega Jošta in Izijev prijatelj.
- Jošt, desetletni deček, ki je ostal brez matere, oče pa se je zakopal v delo. Sprva se je odločil, da bo za vedno umolknil, a mu dogajanje in Majina zgodba zopet razvežeta jezik.
- Nastopajo tudi odrasli: Joštov oče, Majina mama, stara Jalovčeva in gospodična psihologinja.

## Povezava z drugim delom
To najstniško grozljivko bi lahko glede na tematiko povezali s Tavčarjevo Visoško kroniko, ki ravno tako govori o čarovništvu. Poleg teme pa se pojavlja še ena podobnost, to je ime junaka Izija, ki je le skrajšana oblika imena Izidor, ki se tudi pojavlja v Visoški kroniki in je prav tisti, ki verjame v čarovnice.